# Nerf périnéal

Le nerf pudendal chez l'homme, sa course à travers le foramen sciatique bas et ses branches périnéales.

Les nerfs périnéaux sont les nerfs pelviens issus du nerf pudendal qui innerve le périnée.   

## Origine
Les nerfs périnéaux sont les branches terminales du nerf pudendal qui naissent immédiatement après que ce dernier ait pénétré le canal pudendal. 

## Trajet
Les nerfs périnéaux se composent d'un rameau superficiel et d'un rameau profond 
Ils accompagnent l'artère périnéale dans le canal pudendal. 
À sa sortie du canal pudendal, le rameau superficiel se ramifie au niveau du scrotum chez l'homme, en donnant les nerfs scrotaux postérieurs, ou des lèvres chez la femme, en donnant les nerfs labiaux postérieurs. Le rameau profond se ramifie dans les mêmes zones après avoir donné la branche musculaire du nerf périnéal. 

## Zone d'innervation
Les nerfs périnéaux sont sensitifs pour le scrotum ou les grandes lèvres.
Par son rameau musculaire, ils sont moteurs pour les muscles transverses profond et superficiel du périnée, bulbo-spongieux et ischio-caverneux. Chez la femme, il innerve également le muscle constricteur de la vulve.